# Furulya
A furulya vagy blockflöte aerofon hangszer, az ajaksípos fúvós hangszerek közé tartozik. Egyenes fuvolának, csőrös fuvolának is nevezik, mert a harántfuvolával ellentétben a hangszert játék közben egyenesen, a levegőbefúvás irányában tartva, illetve fúvókájának csőrszerű nyúlványán keresztül fújva szólaltatják meg. A különböző hangmagasságokat hanglyukakkal és oktávátfúvással lehet képezni, e tulajdonsága alapján a fafúvós hangszerek közé sorolható akkor is, ha manapság gyakran műanyagból készül. A reneszánsz és a barokk zene kedvelt hangszere volt, később háttérbe szorult. Napjainkban historikus, korhű zenei előadásokon szólal meg, és az egyszerű modellek olcsósága miatt az iskolai zeneoktatásban, a műkedvelő muzsikálásban kap szerepet.
A furulya egyben az ajaksípos hangszerek egy csoportjának gyűjtőneve is: ide tartoznak a „végénfúvós” dugós furulyák általában, mint a blockflötén kívül a népi hatlyukú furulya, hosszú furulya; az oldalfúvós vagy harántfurulya; a peremfurulyák, mint a tilinkó vagy a szélfurulya; ezen kívül a peremvágásos furulya.

## Leírása

### A fúvóka

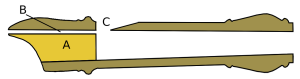
A furulya fúvókájának hosszmetszete
A: a csövet lezáró dugó (blokk)
B: a levegőáramot terelő keskeny légcsatorna
C: az ék, amely a hangot létrehozza (labium)

A furulyában – a többi ajaksípos hangszerhez hasonlóan – a hangot eredményező rezgésfolyamat úgy jön létre, hogy egy szűk résen kiáramló levegő éles, ék alakú akadályba ütközik, és az akadálynak hol az egyik, hol a másik oldalán leváló légörvényeket kelt gyors egymásutánban. Az így keletkező rezgés, peremhang egy hozzá csatolt csőrezonátor, hangszertest megfelelő saját rezgését gerjeszti, hallható zenei hangot létrehozva.
Míg például a fuvola esetén a hangot keltő levegőáramot a hangszerjátékos ajkaival képzett rés hozza létre, addig a furulyánál ezt a szerepet a fúvóka részét képező szűk légcsatorna tölti be. A hangszerjátékos az ajkai közé illesztett csőrszerű részbe fúj bele, így kizárólag a levegő áramlási sebességét tudja meghatározni, annak irányát, távolságát nem, ahogy ez a harántfuvola esetén lehetséges.

### A test
A mai furulyának legtöbbször három egymásba illesztett része van: a fúvókát tartalmazó fej, a hat elülső és egy hátsó hanglyukat magában foglaló középső rész vagy törzs, és a kisujjal fedhető legalsó lyukkal (a mélyebb hangolású hangszereken nyitott billentyűvel) ellátott lábrész. Körtefából, paliszanderből, bukszusfából, újabban gyakran műanyagból készül, furata a fúvókától a lábrészig enyhén szűkülő, kónikus. A hét elülső hanglyuk diatonikus hangsort ad, a hátsó hüvelyklyuk az oktávátfúvást segíti. A kromatikus hangokat félig fedett lyukakkal vagy villafogásokkal lehet elérni. Noha voltak és vannak próbálkozások a furulya billentyűzettel való ellátására, e hangszerváltozatok egyike sem tett szert nagy népszerűségre. (Az ilyen hangszerek közül megemlítendő pl. az egy kézzel játszható furulya, ami természetesen nem azonos a reneszánszban használt egykezes furulyával.)

## A hangszercsalád
A barokk zeneművek előadásakor leggyakrabban használt furulyák ma a következők:
| név            | hangolás | jellemzői, használata                                                |
| -------------- | -------- | -------------------------------------------------------------------- |
| sopranino      | f"       | kicsi, éles hangú, régen flautino, flautino piccolo                  |
| szopránfurulya | c"       | ma a zenetanulásban, a műkedvelő muzsikálásban legelterjedtebb típus |
| altfurulya     | f'       | a barokk zenében leginkább használt típus                            |
| tenorfurulya   | c'       | a legalsó (két) hanglyuk nyitott billentyűvel ellátva                |
| basszusfurulya | f        | gyakran toldalék fúvócsővel rendelkezik                              |

A reneszánszban a furulyacsaládnak még további tagjai is használatban voltak (consort-hangszer), a Garkleinflötchentől (ennek mai változatai c''' alaphanggal készülnek) a nagy basszusig (F alaphanggal). 
Mivel a furulya hangja felhangokban viszonylag szegény, ezért fordulhat elő, hogy a szoprán (a régi zenében diszkant), alt stb. elnevezések a furulya esetén valójában az adott emberi hangfekvésnél egy oktávval magasabb hangzást takarnak: a megfelelő furulyák ugyanis az elnevezésben szereplő fekvésű más hangszerekkel szólnak jól együtt. Ez pedig azt eredményezte, hogy az f alaphangú basszusfurulya esetén és attól lefelé az elnevezések nem teljesen egységesek, főleg nem a különböző nyelvekben. 
Részben a consort-hangzás korhű megidézésének céljából, részben pedig a kortárs zenében megkívánt különleges hatások keltésére a 20. század során a furulyacsalád lefelé ismét bővült, egészen a dupla-kontrabasszus furulyáig (kontra F alaphanggal), sőt nemrég a német Kunath Instrumentenbau hangszerkészítő cég elkészítette a valaha volt legmélyebb – kontra C alaphangú – furulyát. 
A közelmúltban Frans van Twaalfhoven holland furulyakészítő készített egy a Garkleinflötchennél is kisebb, f''' hangolású piccolino-furulyát, ami talán a legkisebb játszható furulya. Rajta a lyukak különleges, szöget bezáró módon (tehát nem egymás alatt függőlegesen) vannak elhelyezve, hogy a játékos ujjai elférjenek rajta, egyúttal a furulyáknál általában szokásos fogásrenddel lehessen rajta játszani. 
Ahogy azonban más hangszerek esetén is, a furulyánál is alapkövetelmény, hogy alkalmas legyen más, hasonló hangszerekkel történő közös zenélésre, és ez maga után vonja azt, hogy a hangszer hangjainak avatott zenész kezében tisztán és lehetőleg egységes karakterrel kell szólniuk. Emellett ki kell tudni alakítani egy olyan játéktechnikát, ami lehetővé teszi azt, hogy e közös zenélés során a zeneszerszám a neki szánt szerepet egyáltalán betölthesse. (Így pl. a magas furulyáknak virtuóz dallamjátékra is alkalmasnak kell lenniük). Ezért a fizikai korlátok miatt az ennél is kisebb, miniatűr furulyák – bár több cég gyárt ilyeneket – ha szólnak is, hangszernek már nem, legfeljebb gyermekjátéknak tekinthetők. 
A Garkleinflötchenen a játékos gyakran egymásba font kezekkel játszik, mert a lyukak annyira közel vannak egymáshoz, hogy az azokat lefogó ujjak egymáshoz érnek. A basszus- és még mélyebb furulyák általában toldalék fúvócsővel rendelkeznek, a játékos gyakran fagottszerűen (akár a testéhez kötve) tartja őket, vagy a gyártó – némely furulya esetén maga a játékos – lábat alakított ki nekik, amelyre állítva a hangszer játék közben stabilan áll vagy könnyen tartható. A tenorfurulyát a legalsó hanglyuk lefogására szolgáló billentyűvel látják el (ez gyakran kettős, hogy a c' mellett a cisz' hangot is le lehessen fogni), még mélyebb furulyák esetén ehhez további billentyűk társulhatnak. A kortárs zenéhez használatos mélyebb furulyák alakja nagyban eltérhet közép- és kora újkori őseikétől, a hangok lefogása pedig bonyolult billentyűrendszer segítségével történik ezeken (pl. a Kunath Instrumentenbau által készített furulyákon). A nagyon mély modern furulyák csöve többszörösen hajlított, ezért méretük nem tűnik olyan nagynak, mint ami mélységükből következne, a reneszánsz építésű furulyák mai változatai viszont impozáns méretűek. A holland Adriana Breukink által készített szubkontrabasszus furulya (kontra B alaphanggal, ami azonban a historikus hangolás miatt nagyjából a mai kontra H-nak felel meg) a talpára állítva több mint 3 méter magas.  
A furulyának is létezik már elektroakusztikus – hagyományos módon is használható, de hangszedővel (pickup) ellátott, erősítőhöz csatlakoztatható vagy effektelhető, valamint tisztán elektromos változata is, utóbbi a benne és rajta (a hagyományos, akusztikus hangszer lyukjainak helyén) található érzékelők és a segédbeállítások adataiból folyamatosan állítja elő – tisztán elektronikus módon – a kívánt hangzást.

## Története
A furulya eredetét nem lehet tudni pontosan. Az ókori kelták és germánok által hátrahagyott hangszerleletekben viszonylag sok furulyaszerű hangszert találunk, de a keleti, muszlim kultúrkörből való származás sem kizárható. A legkorábbi középkori ábrázolásokon a 11. századtól kezdve viszont már a legfontosabb vonásaiban a maival azonos hangszer tűnik fel. A legrégebbi fennmaradt középkori furulyák a 14. századból valóak. A középkori furulyát egy darab fából esztergálták, hengeres furata, a ma ismerthez hasonló csőrszerű befúvónyílása volt. Elülső oldalán hét hanglyuk, hátul egy magasan elhelyezett hüvelyklyuk volt ugyanúgy, mint a mai hangszereken.
A korai furulyákon – és egészen a 18. század második feléig általában a fafúvós hangszereken – még nem volt egyöntetű a jobb és bal kéz helyzete játék közben. Gyakran a mai szokástól eltérően a bal kéz kezelte a mélyebb hanglyukakat és a jobb a magasakat, ezért a viszonylag rövidebb kisujj számára fúrt utolsó hanglyuk a többi lyuk tengelyétől kétféle irányban térhetett el. Hogy emiatt ne kelljen kétféle hangszert készíteni, a legalsó hanglyukat két példányban, a kétféle tartásmódnak megfelelően fúrták ki, a fölöslegeset a zenész viasszal betömte.
A középkor érdekes furulyaszerű hangszere a mindössze három hanglyukkal ellátott egykezes furulya, amely az így felszabaduló másik kéz számára lehetővé tette a dobbal való ritmuskíséretet. E hangszerpárosnak a népi tánczenében használt változatai nyugat-Európában és az amerikai kontinensen a mai napig fellelhetőek.

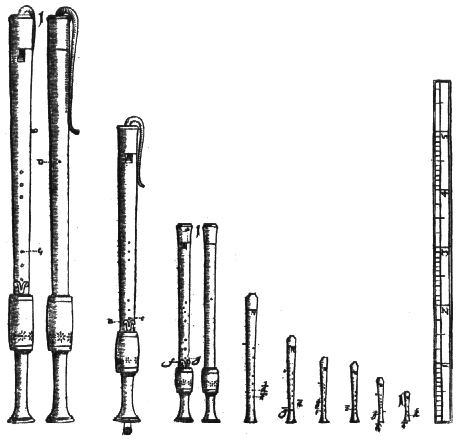
A reneszánsz furulyacsalád

A reneszánsz korában a többi fafúvós hangszerhez hasonlóan a furulya is hangfekvés szerint differenciálódott, népes hangszercsaláddá alakult. Konstrukciója eközben alig változott, továbbra is jellemzően egyetlen darabból készült bő, hengeres furattal. Először a mélyebb hangolású hangszerváltozatok születtek meg, később a család felfelé is terjeszkedett. A 17. század elején már hét-nyolcféle különböző hangolású furulya volt használatban, egymástól kvinttávolságra hangolva, közülük a nagybasszus változat testhossza akár a két métert is elérhette. A kisebb méretű hangszereket csőrszerű befúvónyílással látták el, a nagyobb, játék közben lefelé tartott hangszereknek lapos felső része volt hátsó nyílású szélsapkával, a legmélyebbeket visszahajló S alakú fém toldalékcsövön keresztül szólaltatták meg. A mélyebb hangolású furulyákon a legalsó hanglyukat egy fecskefarok-formájú nyitott billentyűvel lehetett elérni.
A 17. század második felében a furulyák sokfélesége csökkent, a barokk zene ízlésvilágának megfelelően gyakran szólisztikusan, vagy vonósokkal együtt szólaltak meg continuo-kísérettel. Szükségessé vált, hogy más hangszerekhez lehessen hangolni őket, ezért a többi fafúvóshoz hasonlóan a furulyát is több, egymásba tolható részből kezdték összeállítani. Leggyakrabban akkori elnevezés szerint kisdiszkant, diszkant, alt, tenor és basszus fekvésű furulyákat használtak, felváltva f és c hangolással. Legszélesebb körben az f' hangolású altfurulyát használták. Furatuk kisebb átmérőjű, kúpszerűen enyhén szűkülő formájú lett, ennek megfelelően hangjuk szelídebbé, ugyanakkor felhangokban dúsabbá vált. A hangterjedelem két oktávnyira nőtt. A furulya (és több más fafúvós hangszer) tökéletesítésében nagy szerepe volt Jean Hotteterre párizsi hangszerkészítőnek.
Jelentős barokk szerzők, akik furulyára komponáltak többek között Johann Sebastian Bach (BWV 1049, 1057), Georg Philipp Telemann, Henry Purcell, Giuseppe Sammertini, Antonio Vivaldi.
- Johann Sebastian Bach IV. Brandenburgi verseny 1.Johann Sebastian Bach IV. Brandenburgi verseny 1.
- Johann Sebastian Bach IV. Brandenburgi verseny 2.Johann Sebastian Bach IV. Brandenburgi verseny 2.
- Johann Sebastian Bach IV. Brandenburgi verseny 3.Johann Sebastian Bach IV. Brandenburgi verseny 3.

Nem tudod lejátszani a fájlt?
A 18. század közepétől a furulyát a sokoldalúbb, árnyaltabb kifejezésmódot lehetővé tevő fuvola fokozatosan kiszorította a hangversenyéletből. A 20. század elején fedezték fel újra, elsősorban mint a zenetanulás egyszerű, olcsó segédeszközét. A barokk zeneművek korhű megszólaltatásának igénye pedig elhozta a barokk furulyák reneszánszát.

## Népi furulyák
A furulya Európa területén gyakori népi hangszer, általában a régi harántfuvolákhoz hasonlóan hat hanglyukkal. A magyar furulya is jellemzően ilyen, készítéséhez leginkább bodza- vagy juharfát használtak. Furata hengeres, Erdélyben gyakran kúpszerűen szűkülő. Hat hangképző nyílás van rajta. Hangolása, mérete legtöbbször a szoprán- és altfurulyának felel meg. Furulyaszerű magyar népi hangszerek még a hosszú furulya és a fűzfasíp.

## A szopránfurulya fogástáblázata
Az alábbi ábra a német rendszerű szopránfurulya fogástáblázatát mutatja. A felső sorban a C-dúr skála írott c'-től c'''-ig (oktávval magasabban hangzik), alul a kromatikus hangok. A fedett lyukak feketék, a nyitottak fehérek. A legfelső a hüvelyklyuk. 
A barokk rendszerű furulyán ehhez képest a legfontosabb eltérés, hogy az (írott) f' és f" hangot, valamint a villafogással (egy vagy több lyuk kihagyásával) képezhető (módosított és/vagy a'' feletti magas) hangok egy részét más módon kell lefogni. 
A szopránfurulyán az írott c''' feletti hangok megszólaltatására is van mód, ezek fogása azonban az adott hangszer sajátosságainak megfelelően változhat, továbbá szükség lehet a furulya végének befogására is (pl. combbal). (A hangszer alaphangjánál egy fél hanggal mélyebb hangot, jelen esetben az írott kis h-t is meg lehet szólaltatni ezen a módon, ha a furulya végét óvatosan félig lefedjük a combunkkal.) Erre már a barokk zenében számos példát találhatunk pl. Telemann-nál, de más szerzőknél is. Hivatásos furulyások a g'''-t vagy még annál magasabb hangokat is képesek tisztán megfújni. A második oktáv módosított hangjainál is szükség lehet a fogás megváltoztatására a hangszer sajátosságainak megfelelően, hogy a kapott hang tiszta és a többi hanghoz viszonyítva lehetőleg egységes karakterű legyen. Egy adott hangot gyakran többféleképpen is le lehet fogni (segédfogások): ez a gyors játékot vagy pl. a barokk díszítések (pl. trillák stb.) játszását jelentősen megkönnyítheti.
A dinamikai árnyalás lehetőségei a furulyán – a harántfuvolával (a régi zenében flauto traverso, míg a jelző nélküli flauto általában furulyát jelentett) ellentétben – behatároltak, mert a fúvás erősségét megváltoztatva a kapott hang magassága is változni fog. Ezért a zenészek a dinamikai árnyaláshoz is gyakran alternatív fogásokat (piano- és fortefogásokat) használnak a furulyán. 